# Àcid eicosapentaenoic
L'àcid eicosapentaenoic, de nom sistemàtic àcid (5Z,8Z,11Z,14Z,17Z)-icosa-5,8,11,14,17-pentaenoic, és un àcid carboxílic polinsaturat de cadena lineal amb vint àtoms de carboni, la qual fórmula molecular és {\displaystyle {\ce {C20H30O2}}}. En bioquímica és considerat un àcid gras ω-3, ja que té un doble enllaç C=C situat entre el carboni 3 i el 4 començant per l'extrem oposat al grup carboxil, i se simbolitza per EPA (de l'anglès eicosapentaenoic acid), C20:5 n-3 o C20:5 ω3, que fa referència al fet que té en total cinc enllaços dobles C=C, tots ells en conformació cis i alternats.

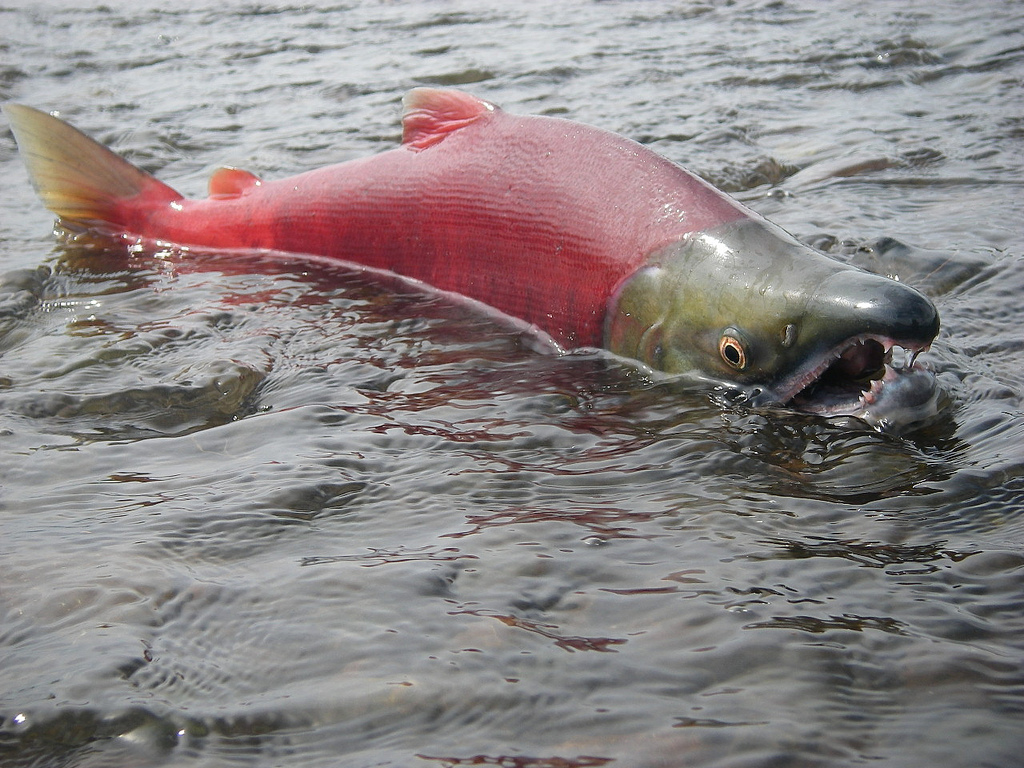
El salmó és ric en EPA

A temperatura ambient és un sòlid el qual punt de fusió està entre –54,4 i –53,8 °C, el seu índex de refracció a 23 °C val 1,4977. És insoluble en aigua i soluble en heptà i metanol.
Fou aïllat per primera vegada el 1963 pels científics japonesos S. Ito i K. Fukuzumi. És un important àcid gras poliinsaturat que es troba en els olis de peix blau, com ara arengada, verat, menhaden, salmó i sardines. Aquests peixos no biosintetitzen l'àcid eicosapentaenoic, sinó que en realitat es produeix el plàncton del qual s'alimenten els peixos i aquests l'acumulen. Així l'àcid eicosapentaenoic es concentra més en els peixos com més amunt estan situats en la cadena alimentària. Les microalgues són la font primària de l'àcid eicosapentaenoic en humans, i també en són la font comercial més rellevant. Els humans poden biosintetitzar l'àcid eicosapentaenoic de l'àcid α-linolènic, tot i que aquest procés és molt menys eficient que simplement absorbir-lo dels aliments. Actua com a precursor de les famílies de prostaglandina-3 i tromboxà-3. Una dieta rica en àcid eicosapentaenoic redueix la concentració de lípids sèrics, redueix la incidència de trastorns cardiovasculars, evita l'agregació plaquetària i inhibeix la conversió de l'àcid araquidònic en les famílies de tromboxà-2 i prostaglandina-2.
Els estudis epidemiològics han indicat que les poblacions d'inuits a Groenlàndia, les dietes dels quals contenen una elevada proporció de carn de peix i, per tan alts nivells d'àcid eicosapentaenoic i d'àcid docosahexaenoic, presenten baixes incidències de malalties cardiovasculars i artritis reumatoide, condicions amb una etiologia inflamatòria significativa. Diversos mecanismes afectats per àcids grassos n-3 poden donar compte d'aquestes troballes.